# 邓先诚
邓先诚（1917年—？），又名邓筠如，男，湖北蒲圻人，中国林业机械专家，曾任黑龙江省林业科学院林产工业研究所研究员，第六、七届全国政协委员。